# Nakashima Hiromi
Hiromi Nakashima (中島 宏海 Nakashima Hiromi, sinh ngày 8 tháng 8 năm 1993) là một cầu thủ bóng đá người Nhật Bản. Anh thi đấu cho Grulla Morioka.

## Sự nghiệp
Hiromi Nakashima gia nhập câu lạc bộ tại Giải bóng đá Nhật Bản Briobecca Urayasu năm 2016. Năm 2017, anh đến câu lạc bộ J3 League Grulla Morioka.